# この夜を止めてよ
「この夜を止めてよ」（このよるをとめてよ）は、JUJUの15枚目のシングル。2010年11月17日に発売。

## 概要
「この夜を止めてよ」は「Trust In You」以来2度目となるドラマタイアップである。
PV（丹羽慎治監督）には女性役に伽奈（モデル）、男性役に竹財輝之助（俳優）が出演している。
カップリング曲はオフコース「言葉にできない」のカバー。
オリコン週間シングルチャートでは3週目と7週目に10位にランクインし、シングルでは自身3作目となるTOP10入りを果たした。

## 収録曲
1. この夜を止めてよ [4:56]
  - 作詞：松尾潔 / 作曲：松本俊明 / 編曲：Jin Nakamura

関西テレビ・フジテレビ系ドラマ『ギルティ 悪魔と契約した女』主題歌
2. Piece Of Our Days [5:04]
  - 作詞：E-3 / 作曲：E-3, DJ HIROnyc / 編曲、インストゥルメンツアレンジ：E-3, Soushi Uchida / 編曲：DJ HIROnyc

テレビ東京系『ワールドビジネスサテライト』エンディングテーマ
3. 言葉にできない [5:07]
  - 作詞・作曲：小田和正/編曲：松浦晃久
4. この夜を止めてよ -instrumental-

## カヴァーした歌手
- Ms.OOJA（2012年『WOMAN -Love Song Covers-』）
- BREATHE（2013年『Lovers' Voices』）
- 加治ひとみ（2017年『NAKED』）